# Gelbrückenducker
Der Gelbrückenducker oder Riesenducker (Cephalophus silvicultor) ist eine Art aus der Familie der Hornträger. Er hat ein schwärzliches Fell mit einem namensgebenden gelblichen Rückenfleck und kommt ausschließlich in Afrika in mehr oder weniger dichten Wäldern südlich der Sahelzone vor. Es werden drei bis vier Unterarten unterschieden.

## Merkmale

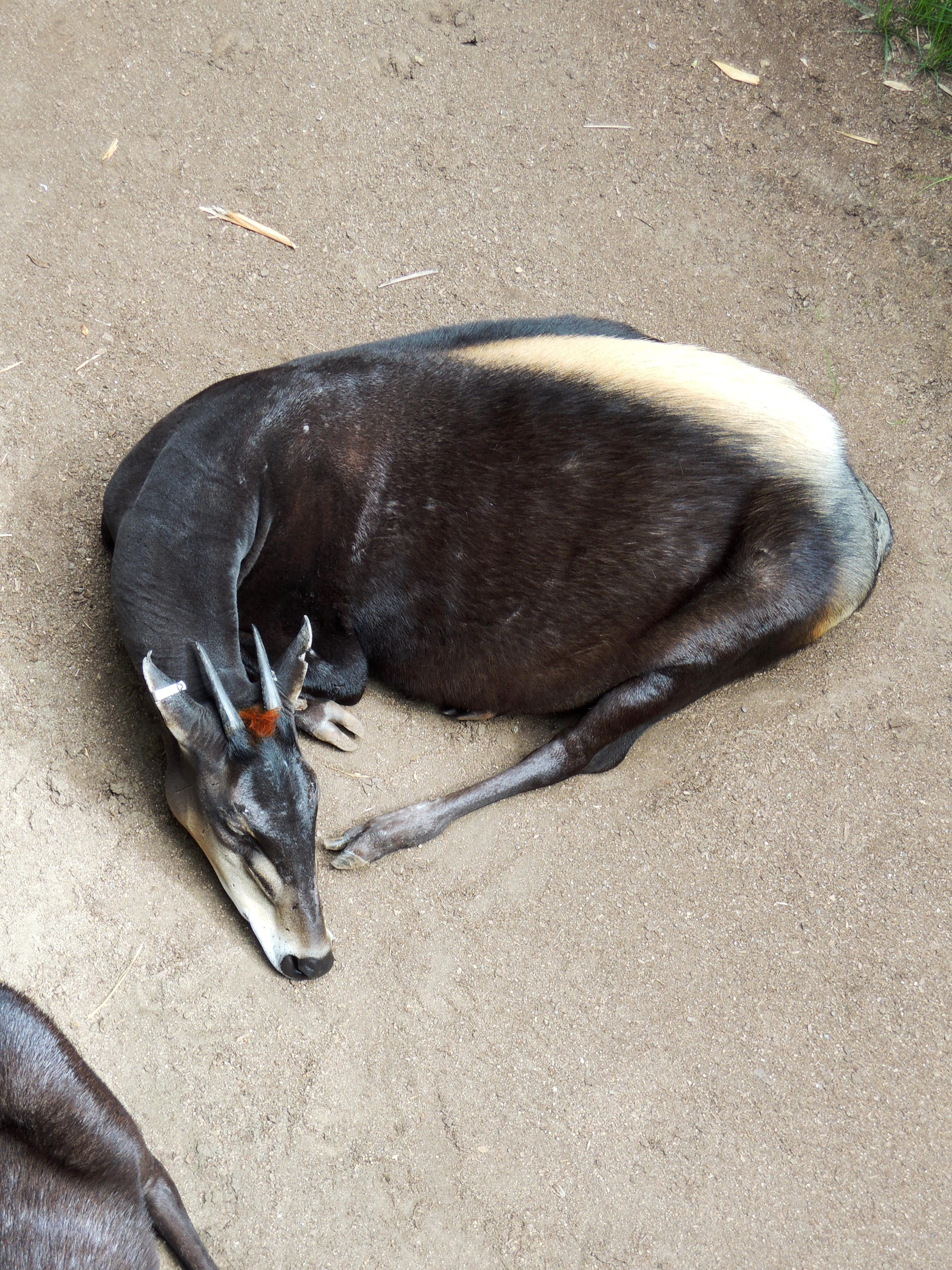
Schlafender Gelbrückenducker

Der Gelbrückenducker erreicht eine Kopf-Rumpf-Länge von 115 bis 145 Zentimeter, hat einen 11 bis 18 Zentimeter langen Schwanz und eine Schulterhöhe von 65 bis 85 Zentimeter. Mit einem Gewicht von 45 bis 80 kg ist er der größte Ducker. Das Fell ist etwas ölig, glänzend und dunkelbraun bis bräunlich-schwarz gefärbt. Der Bauch, der bei vielen Duckern und anderen Antilopen heller gefärbt ist, hat ebenfalls eine dunkelbraun oder bräunlich-schwarze Färbung. Die Beine können noch etwas dunkler sein. Auf dem Rücken befindet sich ein dreieckiger cremefarbener bis gelber Fleck, der spitz zwischen den Schultern beginnt und über der Hinterpartie breit endet. Die Haare dieses Flecks sind länger als die benachbarten dunklen Haare und können aufgerichtet werden. Im hinteren Abschnitt des Flecks sind sie am längsten (6 bis 7 cm). Größe und Ausmaß des Rückenflecks variieren von Individuum zu Individuum. Jungtieren fehlt diese Fellfärbung zunächst. Sie entwickeln sie erst im Alter von fünf bis acht Monaten. Hinter dem Fleck sind die Haare sehr kurz und heller als am übrigen Körper. Der kurze Schwanz endet in einem schwarzen Haarbüschel. Die Kopfseiten sind grau, die Lippen weißlich. Vor den Augen liegen die deutlich sichtbaren, schlitzförmigen Voraugendrüsen, die bei den Männchen größer sind. Die Innenflächen der Ohren sind mit weißen Haaren umsäumt, die hinteren Seiten der Ohren sind schwarz. Beide Geschlechter des Gelbrückenduckers tragen kurze, gerade Hörner. Diese erreichen normalerweise eine Länge von 8 bis 15 Zentimeter, wobei die Hörner der Männchen meist länger und dicker sind als die der Weibchen. Die längsten vermessenen Hörner hatten eine Länge von 21,3 Zentimeter. An der Basis der Hörner befindet sich ein Büschel 5 bis 8 Zentimeter langer rotbrauner, kastanienfarbener oder orangefarbener Haare. Die Chromosomenzahl beträgt 2n = 60.
Das Gebiss besitzt die für Hornträger charakteristische Zahnformel {\displaystyle {\frac {0.0.3.3}{3.1.3.3}}}.

## Verbreitung und Lebensraum

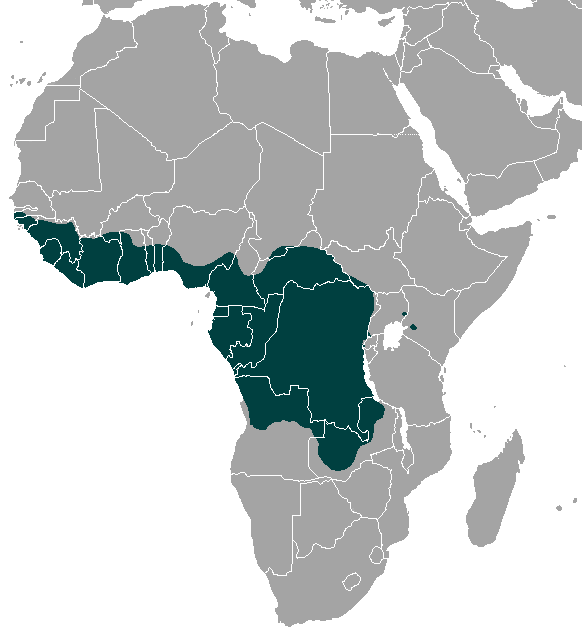
Das Verbreitungsgebiet des Gelbrückenduckers

Der Gelbrückenducker kommt in Zentral- und Westafrika vom Kongobecken bis Senegal vor. Er lebt in primären und sekundären Regenwäldern, in Galeriewäldern, Bergwäldern und offenen Busch- und Savannenwälder. In Gebieten mit gutem Bedingungen können 0,5 bis 2 Exemplare auf einem Quadratkilometer leben.

## Lebensweise
Gelbrückenducker sind sowohl am Tag als auch in der Nacht aktiv. Die Mittagszeit verbringen sie für gewöhnlich schlafend in dichtem Dickicht oder im Schutz umgestürzter Bäume. Sie leben als Einzelgänger, paarweise, selten auch in kleinen Gruppen von maximal sechs Exemplaren. Ob die Tiere territorial sind oder ob Paarbindungen für längere Zeit bestehen, ist nicht bekannt. Sowohl Die Männchen als auch die Weibchen markieren Bäume mit einem Sekret aus ihren Voraugendrüsen. Sie bewegen sich normalerweise langsam und mit gesenktem Kopf. In Gefahrensituationen verharren sie zunächst mit einem erhobenen Vorderbein, wobei sich die Haare des gelben Rückenflecks aufrichten. Danach gehen sie langsam in Deckung. Bei akuter Gefahr fliehen sie, wobei sie zwischen einem schnellen Trab und großen Sprüngen wechseln. In Gegenden, in denen sie stark gejagt werden, sind sie sehr scheu. Gelbrückenducker werden von Leoparden und großen Pythons erbeutet, die Jungtiere möglicherweise auch vom Serval, der Afrikanischen Goldkatze und vom Kronenadler.

### Ernährung

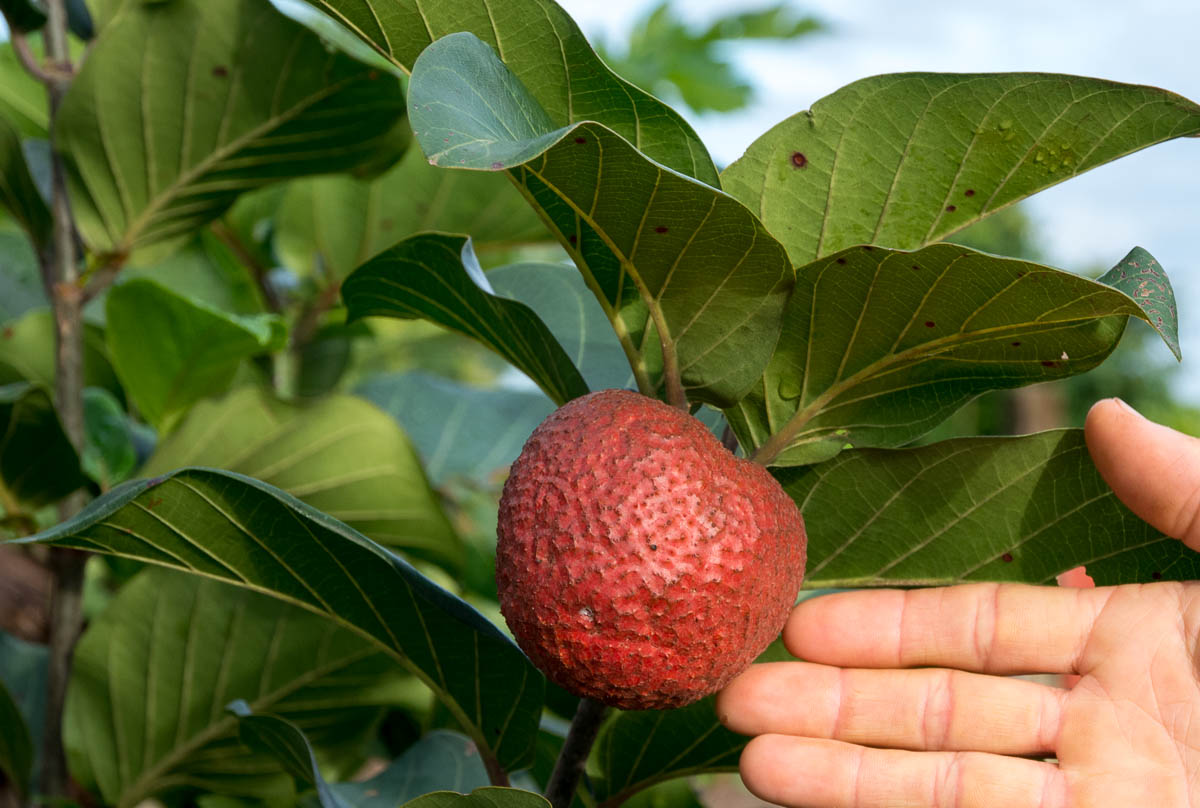
Frucht von Nauclea latifolia

Gelbrückenducker ernähren sich vor allem von Früchten, außerdem werden Stängel, Sprossen und Blätter verzehrt. Die Tiere können Samen bis zu einem Durchmesser von 4 bis 7 Zentimeter im ganzen verschlucken, darunter die von Detarium macrocarpum, Irvingia gabonensis und Mammea africana. Noch größere Samen können sie mit dem relativ großen Maul und den starken Zähnen zerbeißen. Weitere Pflanzen, deren Früchte, Samen, Sprossen und Blätter von Gelbrückenduckern gefressen werden, sind Klainedoxa gabonensis, Eremospatha wendlandiana, Pseudospondias longifolia, Polyalthia suaveolens, Ricinodendron heudelotii, Pentaclethra eetveldeana, Strychnos camptoneura, Piliostigma thonningii, Bobgunnia madagascariensis, Nauclea latifolia und Gardenia. Gelbrückenducker fressen auch tierische Nahrung, z. B. Insekten, frisch geschlüpfte Schildkröten, Chamäleons und Tauben.

### Fortpflanzung
Gelbrückenducker vermehren sich das ganze Jahre über. Während der Balz sind die Männchen aggressiv und jagen brünstige Weibchen, beißen diese und lecken das Hinterteil der Weibchen. Dabei geben sie ein leises Blöken von sich. Flehmend testen sie den Geruch des Urins der Weibchen. Die Kopulation dauert nur ein oder zwei Sekunden. Die Trächtigkeit dauert wahrscheinlich mindestens sieben Monate. Zuverlässige Angaben gibt es nicht. Es wird immer nur ein einzelnes Jungtier geboren. In Gefangenschaft geborene Jungtiere waren 2,3 bis 6,1 kg schwer. Sie sind bei der Geburt einheitlich bräunlich-schwarz gefärbt. Die Jungtiere folgen dem Muttertier nicht, sondern verbleiben allen in einem Versteck, das oft am Fuß von Bäumen oder Felsen liegt. Schon mit einem Alter von acht Tagen probieren sie feste Nahrung. Erste Anzeichen des gelben Rückenflecks zeigen sich im Alter von einem Monat in Form eines schmalen blassen Streifens entlang des unteren Rückgrats. Zugleich beginnt das Wachstum der Hörner. Im Alter von sieben Monaten ist der Rückenfleck voll ausgebildet aber schon mit einem Alter von fünf Monaten sind die Tiere selbstständig. Bei vier in Gefangenschaft gehaltenen Weibchen  betrug der Abstand zwischen den Geburten im Durchschnitt 479 Tage. Gelbrückenducker wurden in Gefangenschaft 22 Jahre alt.

## Systematik

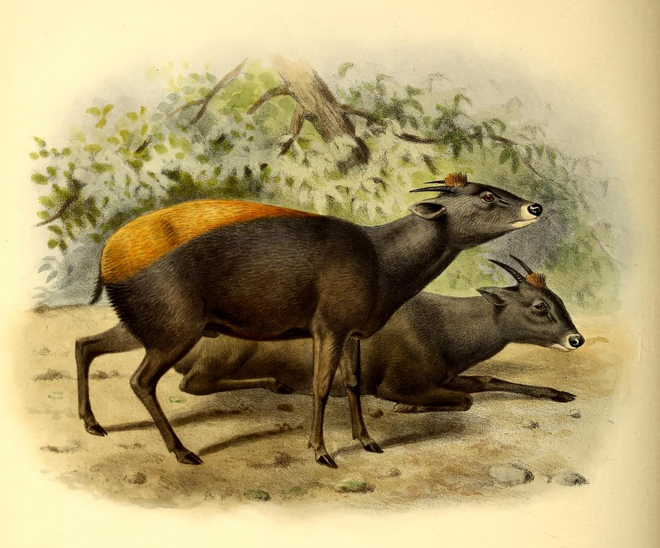
Zeichnung zweier Gelbrückenducker aus The book of antelopes von Philip Sclater

Der Gelbrückenducker wurde 1815 durch den schwedischen Naturforscher Adam Afzelius unter der Bezeichnung Antilope silvicultrix erstmals wissenschaftlich beschrieben. Die Terra typica sind die Berge Sierra Leones. Afzelius unternahm von 1792 bis 1794 eine Forschungsreise nach Sierra Leone. Die Gattung Cephalophus wurde 1827 durch den britischen Naturforscher Charles Hamilton Smith eingeführt, mit dem Gelbrückenducker als Typusart.
Es werden drei oder vier Unterarten unterschieden:
- Cephalophus silvicultor silvicultor Afzelius, 1815; Süden des Senegal bis nach Nigeria (westlich des Nigers). Die größte Unterart. Das Fell ist dunkel graubraun gefärbt.
- Cephalophus silvicultor longiceps Gray, 1865; Osten Nigerias (östlich des Nigers) bis zum Kongo. Etwas kleiner und dunkler als C. s. silvicultor.
- Cephalophus silvicultor ruficrista Bocage, 1869; Kongobecken (südlich des Kongos), Norden Angolas und in Sambia. So groß wie C. s. longiceps aber heller gefärbt.

Eine in den Bergen Ruandas, Burundis, Ugandas und des westlichen Kenias vorkommende Population von Gelbrückenduckern wurde 2001 als weitere Unterart beschrieben, bekam zehn Jahre später aber von den Autoren der Erstbeschreibung den Status einer eigenständigen Art (Östlicher Gelbrückenducker (Cephalophus curticeps)).

## Gefährdung
Die Populationsgröße des Gelbrückenduckers wurde 1999 auf etwa 160.000 Individuen geschätzt, die Art wird als potenziell gefährdet eingeschätzt. Das Verbreitungsgebiet ist heute stark fragmentiert. Vor allem außerhalb von Schutzgebieten nimmt die Anzahl der Tiere durch Rodung der Wälder und Bejagung ab.

## Einzelbelege
1. 1 2 3 4 5 6 7  
Colin P. Groves und David M. Leslie Jr.: Family Bovidae (Hollow-horned Ruminants). In: Don E. Wilson und Russell A. Mittermeier (Hrsg.): Handbook of the Mammals of the World. Volume 2: Hooved Mammals. Lynx Edicions, Barcelona 2011, ISBN 978-84-96553-77-4, S. 763.
2. 1 2 3  
Jonathan Kingdon, David Happold, Michael Hoffmann, Thomas Butynski, Meredith Happold und Jan Kalina (Hrsg.): Mammals of Africa Volume VI. Pigs, Hippopotamuses, Chevrotain, Giraffes, Deer and Bovids. Bloomsbury, London, 2013, S. 288–293
3. ↑  
Adam Afzelius (1815): De antilopis in genere et speciatim guineensibus commentatio. Nova Acta Regiae Societatis Scientiarum Upsaliensis 7:195-270.
4. ↑  
Charles Hamilton Smith (1827): Order VII.—Ruminantia. Pecora, Lin. In: Cuvier, G.L. 1827. A synopsis of the species of the class Mammalia. The animal kingdom: arranged in conformity with its organization 5: 296–376.
5. ↑  
Peter Grubb und Colin Groves: Revision and classification of the  Cephalophinae. S. 703–728. In: V. J. Wilson (Hrsg.): Duikers of Africa: Masters of the African Forest Floor. Chipangali Wildlife Trust, Bulawayo, ISBN 978-0-620-33773-1
6. ↑  
Colin Groves und Peter Grubb: Ungulate Taxonomy. Johns Hopkins University Press, 2011, S. 1–317 (S. 271)
7. ↑  
Cephalophus silvicultor in der Roten Liste gefährdeter Arten der IUCN 2016. Eingestellt von: IUCN SSC Antelope Specialist Group, 2016. Abgerufen am 10. August 2024.